# Alstom Coradia

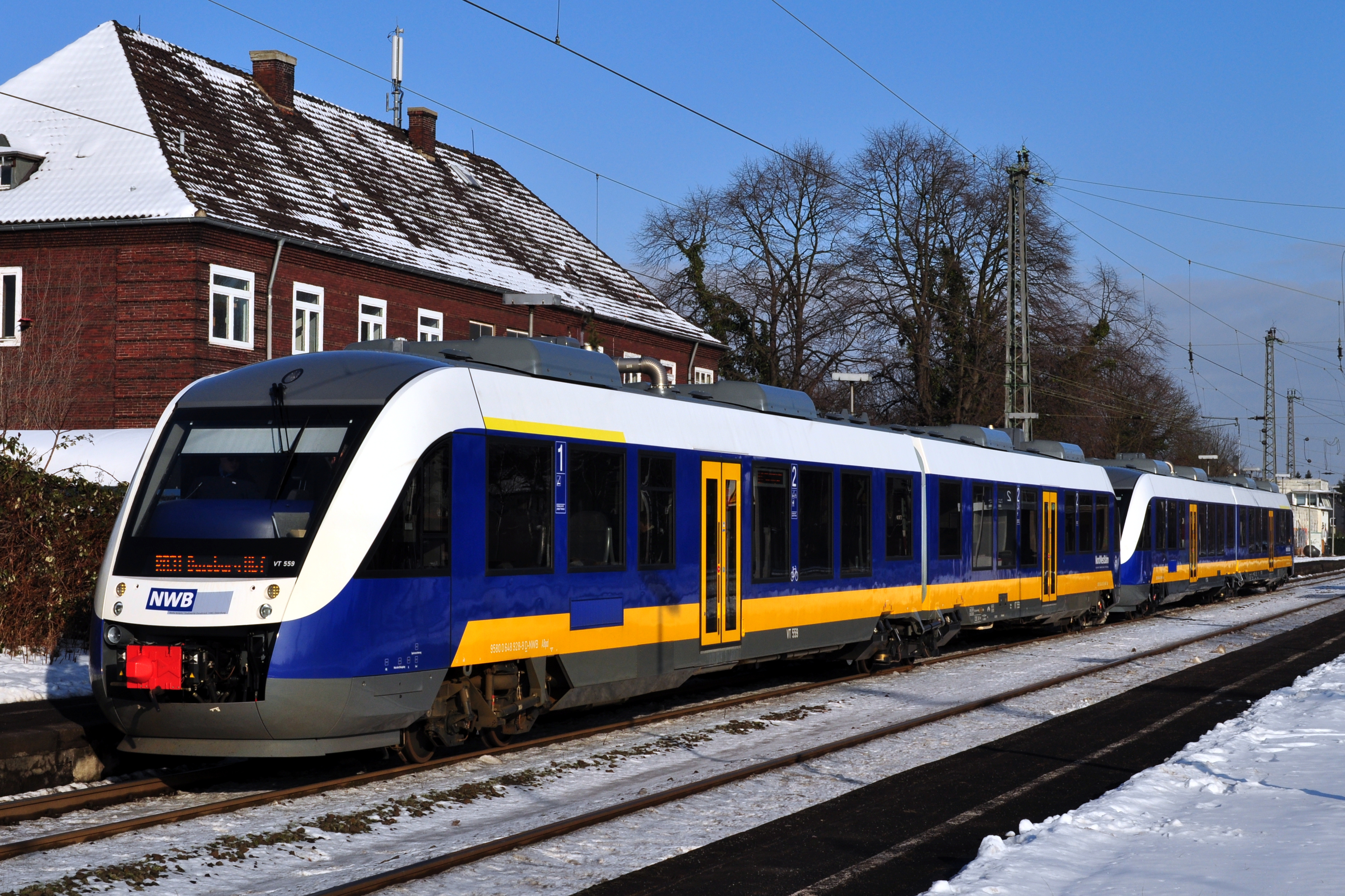
Dos coches Coradia LINT 41 funcionando como unidades múltiples

Coradia es una gama de trenes regionales e interurbanos desarrollados por el grupo industrial francés Alstom en versiones diésel (DMU) o eléctricas (EMU) de unidad múltiple, así como trenes de dos pisos que pueden transportar hasta 900 pasajeros. Estos operan a velocidades que van desde 100 km/h hasta 180 km/h. La gama Coradia se fabrica en Salzgitter, Alemania, Santa Perpetua de Moguda, España, Valenciennes, Francia, y Savigliano en Italia. Coradia es un nombre derivado del griego que significa «a través de la región». 

## Características principales
- Unidades eléctricas, diésel o remolques
- Composición mínima Mc-Mc
- Uno o dos niveles
- Acceso desde piso bajo
- Flexibilidad de configuración entre capacidad y rendimiento

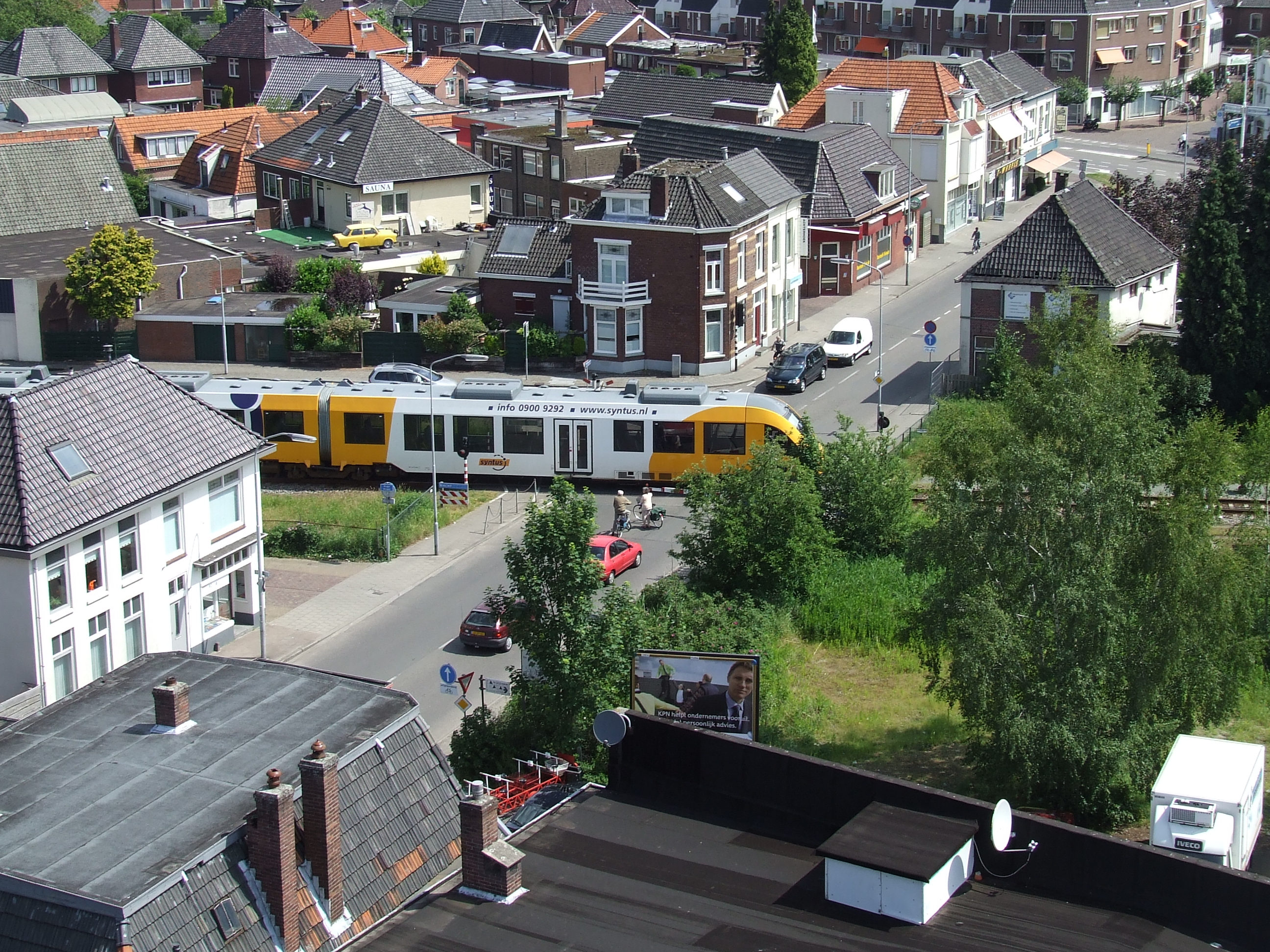
Winterswijk, Países Bajos

- Sistema de tracción Onix

## Gama de trenes regionales de Alstom Coradia

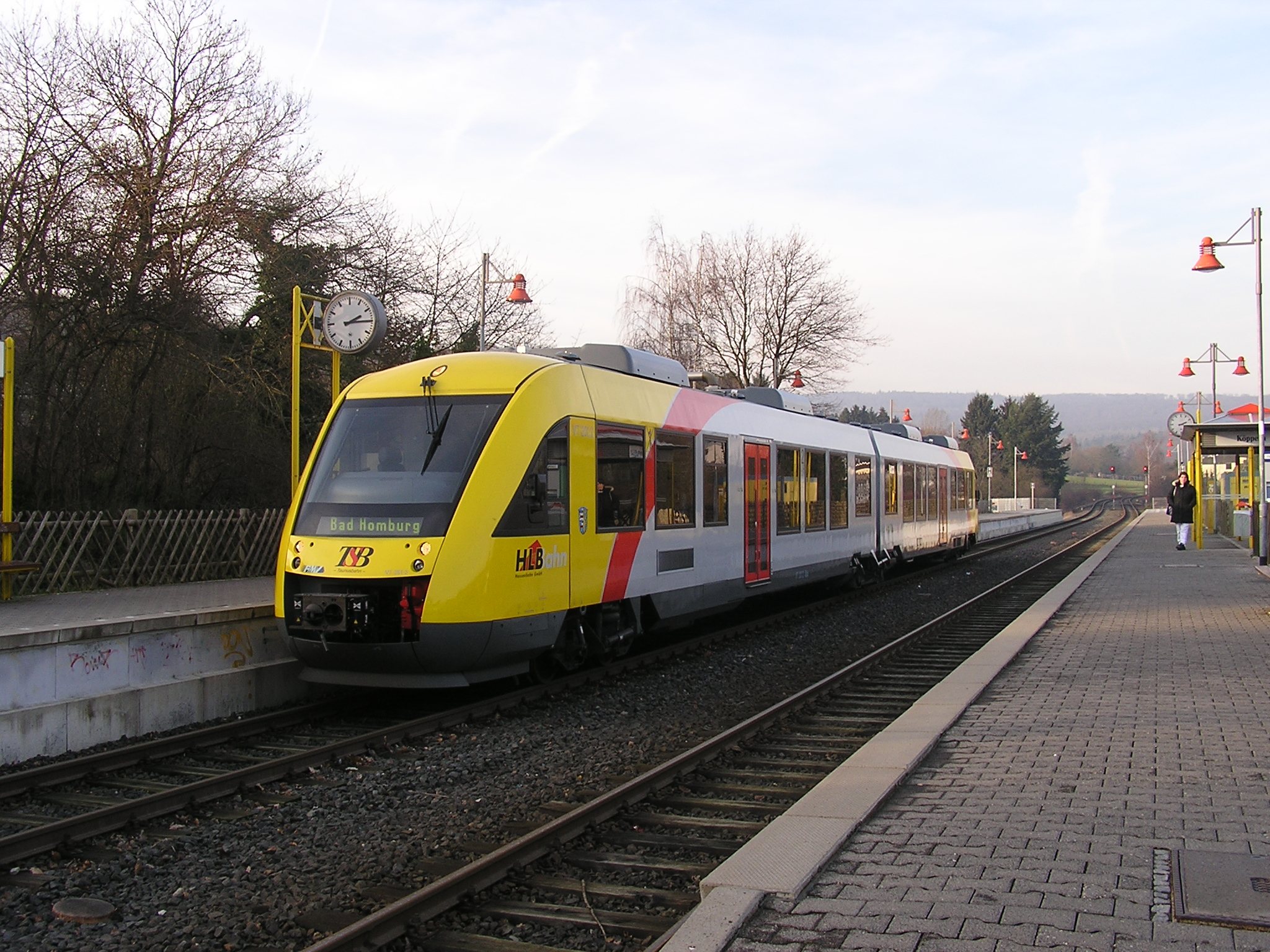
LINT 41 (clase 648)

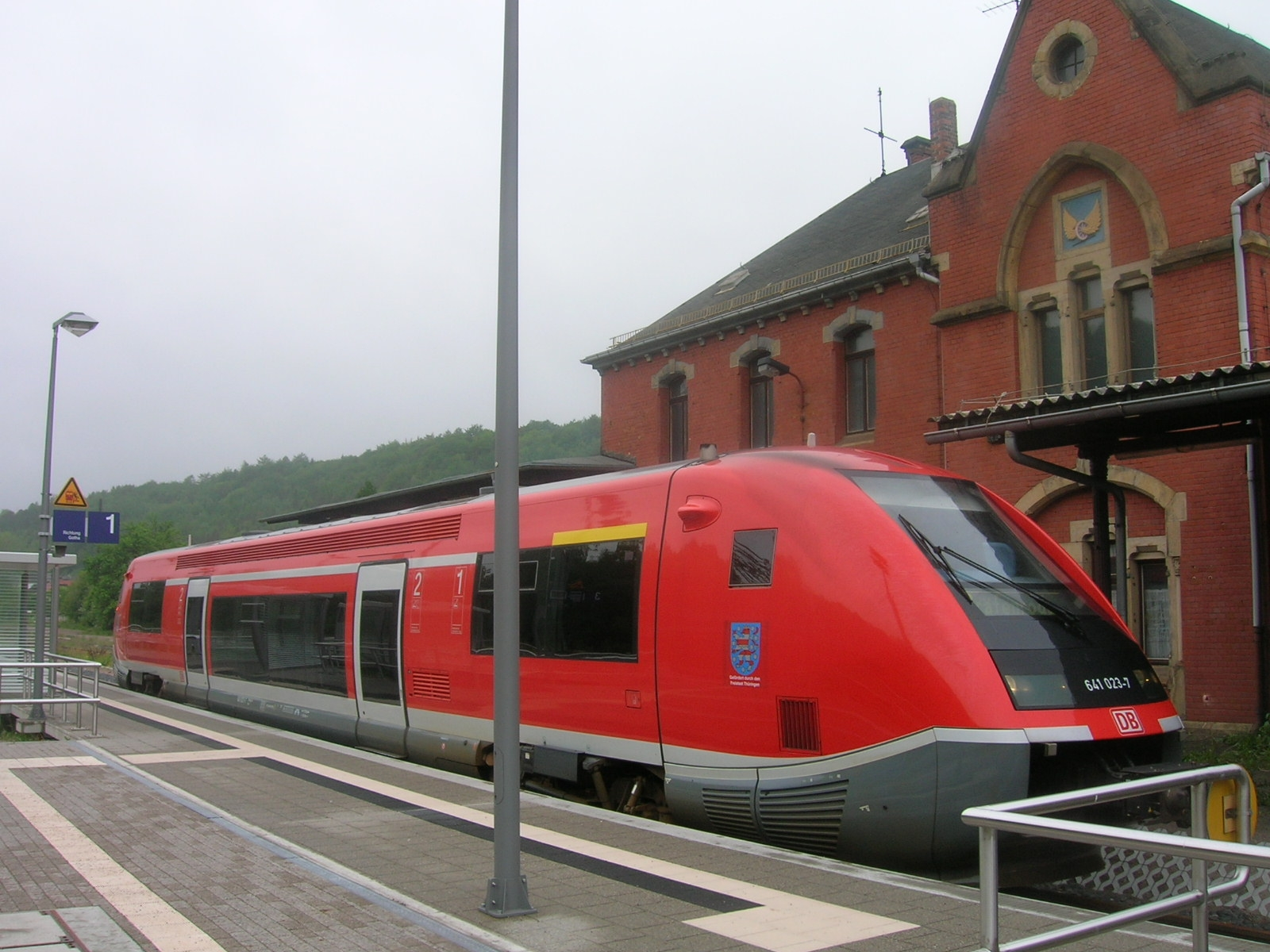
Coche motor Clase 641 diésel que pertenece a la familia de Alstom Coradia A-TER al servicio de la Deutsche Bahn.

### Coradia LINT
El Alstom Coradia LINT es un automotor ligero de transporte regional autopropulsado por un motor diésel fabricado por Alstom en el centro de producción de Alstom en Salzgitter (Alemania). La sigla LINT es el acrónimo en alemán de Leichter Innovativer Nahverkehrstriebwagen (vehículo ferroviario ligero innovador).
El LINT es similar al Siemens Desiro y Bombardier Talent y fue originalmente diseñado por Linke-Hofmann-Busch (LHB). Desde la adquisición de LHB por Alstom, se ha distribuido como parte de la familia Alstom Coradia. Desde el lanzamiento de los primeros trenes de la gama en el año 2000, Alstom ha vendido más de 425 Coradia LINT en Alemania, Países Bajos y Dinamarca a operadores privados y públicos.
Los motores están instalados bajo el piso alto del tren situado cerca de las cabinas de conducción y de los carretones motores. Los motores diésel son de seis cilindros en línea, de baja emisión de gases en concordancia con la norma europea Euro II, llevan turbocompresor y transmisión mecánica automática de cinco velocidades. El material rodante se ajusta a las normas europeas medioambientales nuevas y está listo para evolucionar a las nuevas normas de resistencia a los impactos.
El Coradia LINT viene en configuraciones de 1, 2 y 3 piezas. La denominación del modelo da la longitud: El modelo LINT 27 de una sola pieza tiene una longitud de 27,26 metros y es también conocido como «Baureihe 640» (clase 640) de la Deutsche Bahn. El tren de dos partes, LINT 41, tiene 41,89 m de largo y en Alemania es también llamado «Baureihe 648» (clase 648). El modelo LINT 58 viene en tres piezas. Para una mayor flexibilidad operativa, hasta tres LINTs de un mismo modelo pueden funcionar como una unidad múltiple, aumentando así considerablemente su capacidad.
El tren regional Coradia LINT está diseñado con inigualable versatilidad y comodidades de transporte para los pasajeros y ofrece instalaciones de alto grado de confort para sus operadores y pasajeros. El piso bajo con rampas móviles situadas en las entradas de los trenes permite el fácil acceso a los andenes y la facilidad de desplazamiento entre los coches facilitan el acceso y la circulación a bordo del tren. Los Coradia LINT están climatizados y disponen de zonas multifuncionales, máquinas de venta automática de billetes están instaladas a bordo. La familia Coradia LINT ofrece capacidades que van desde 70 hasta 195 personas sentadas. Hasta la fecha (2010), cerca de 500 unidades LINT han sido adquiridas por 14 operadores diferentes.
La adaptación italiana se denomina Coradia Minuetto (ALn 501+ALn 502) y la versión francesa, utilizada en Francia y Luxemburgo, se llama Coradia A-TER (Class X 73500).

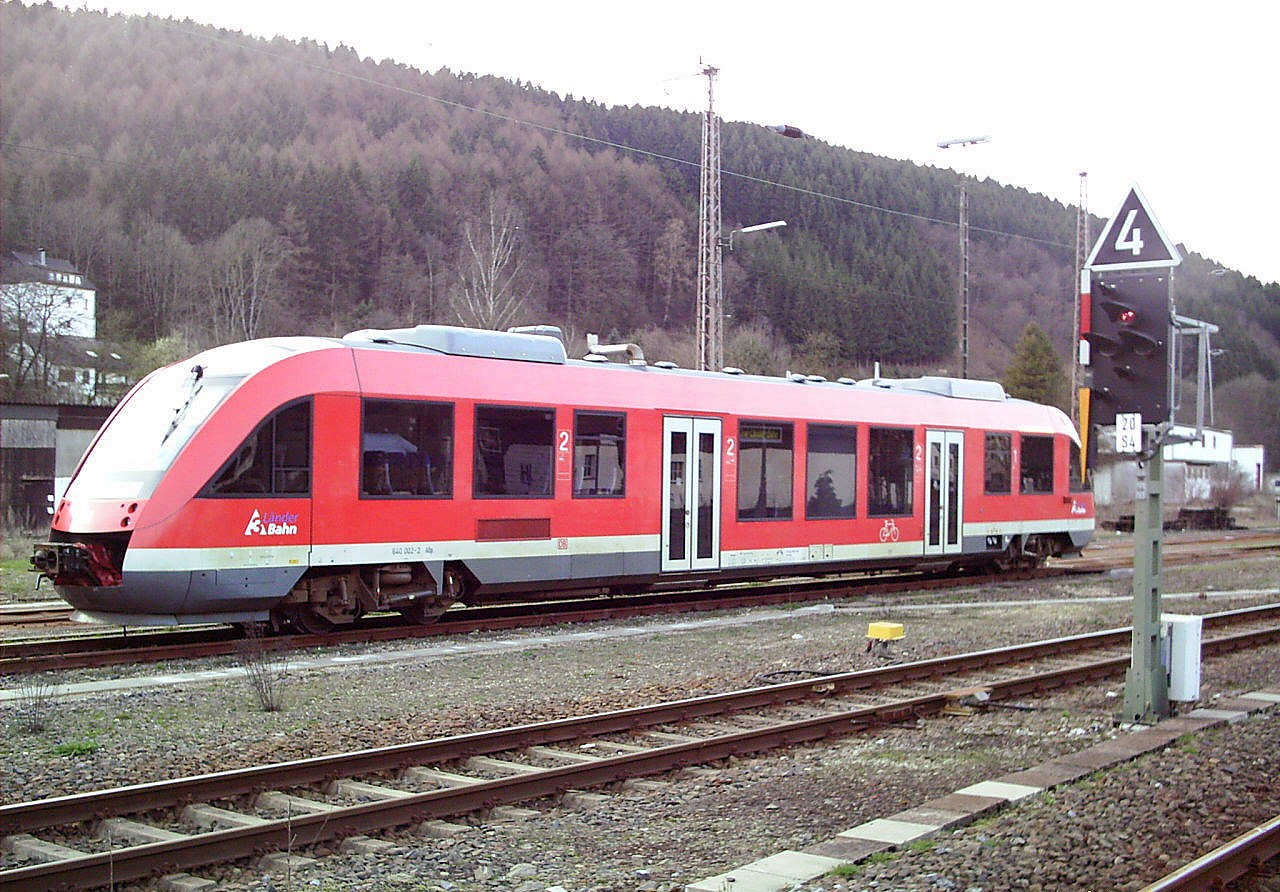
LINT 27 (clase 640)
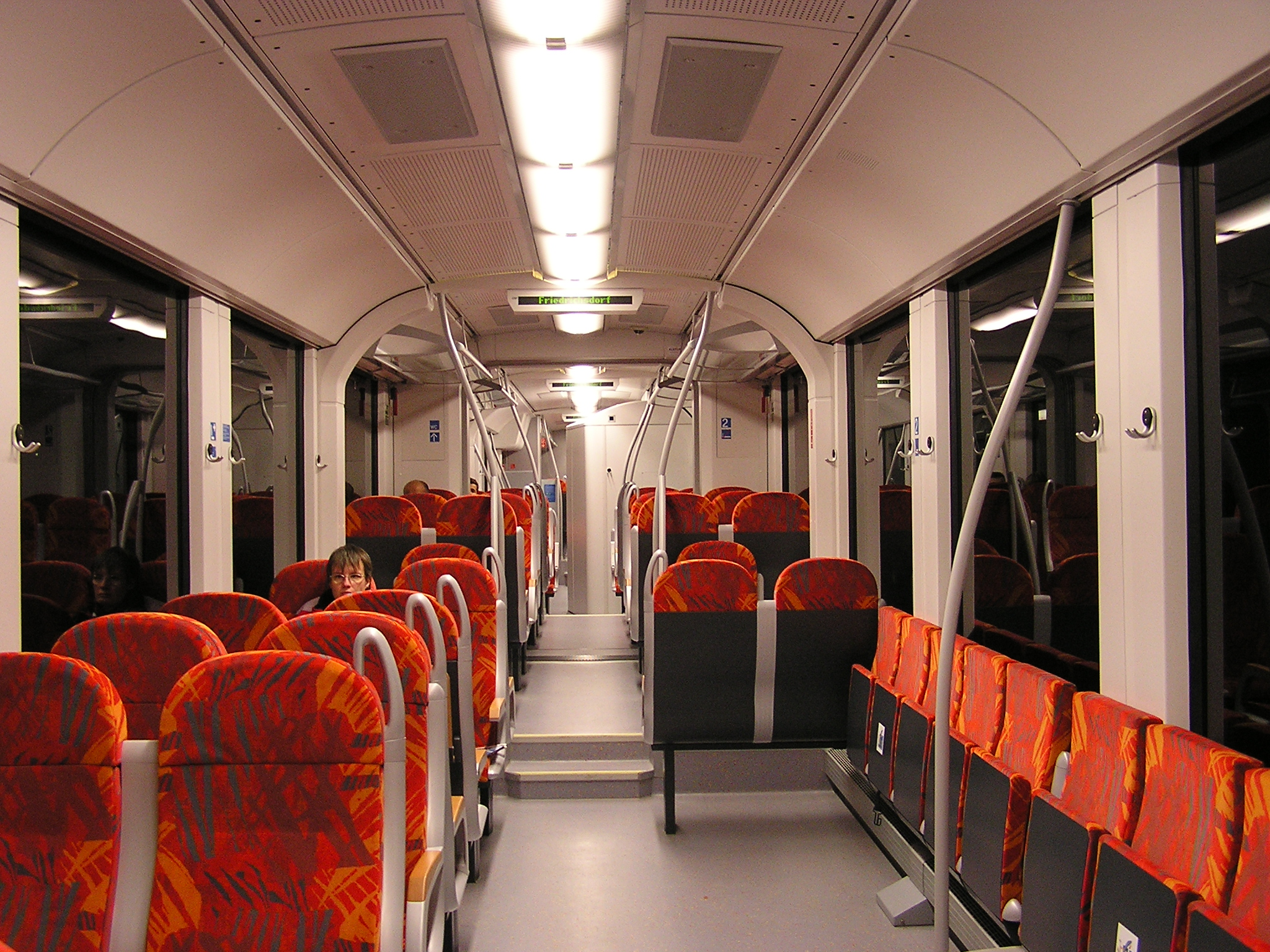
Interior de un LINT 41
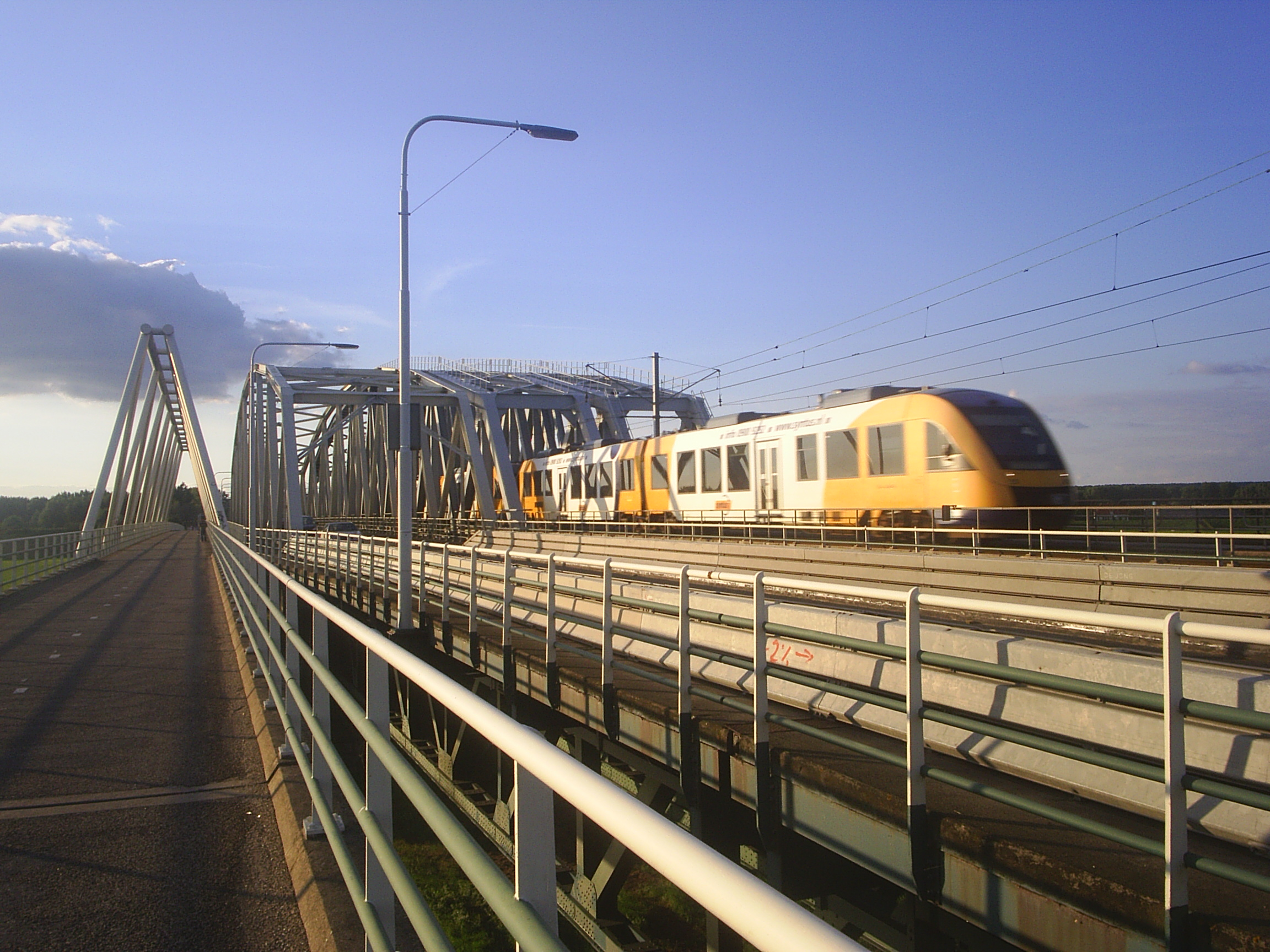
Westervoort, Países Bajos
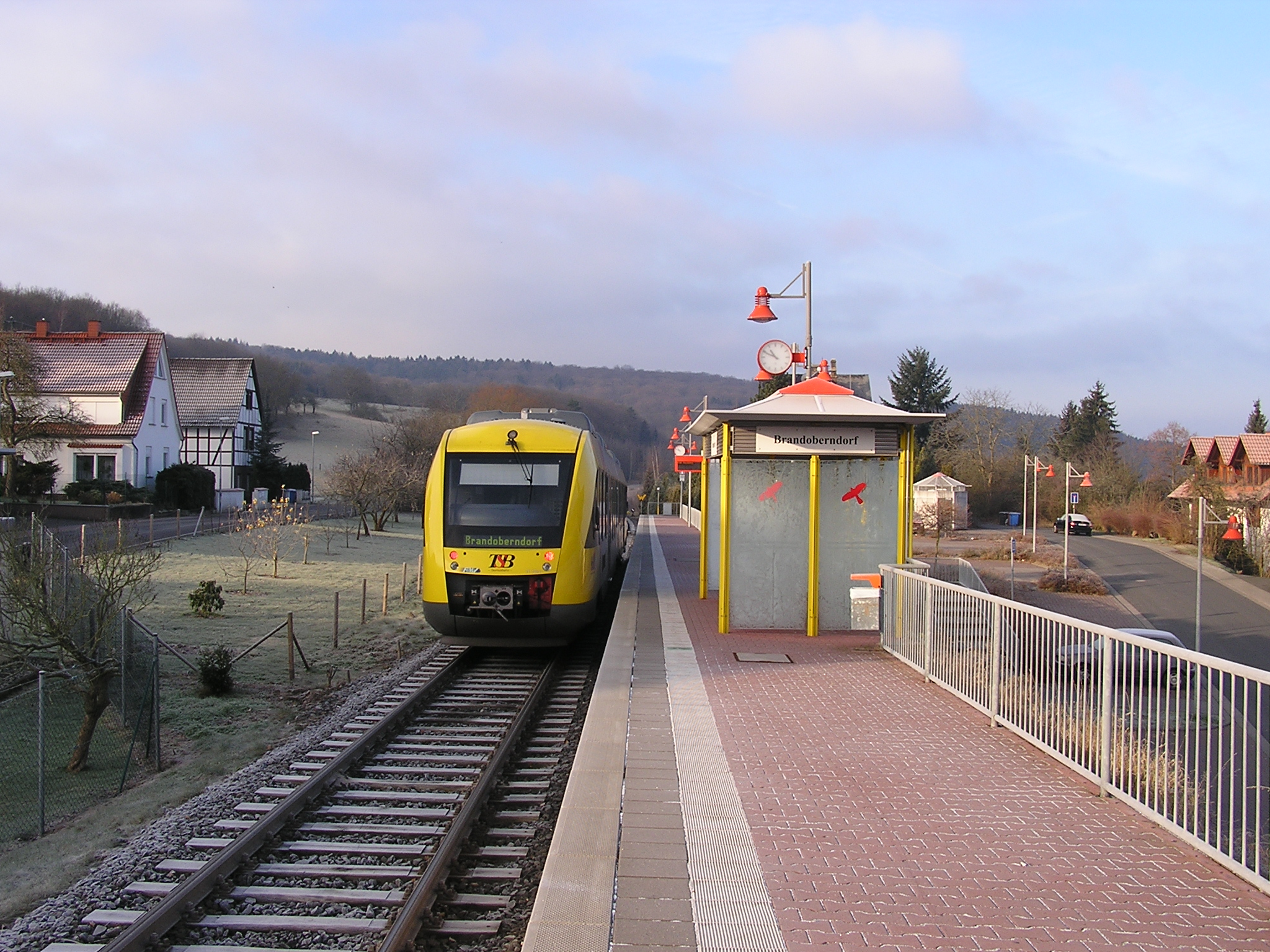
Llegando a Brandoberndorf, Hesse, Alemania

#### LINT 27

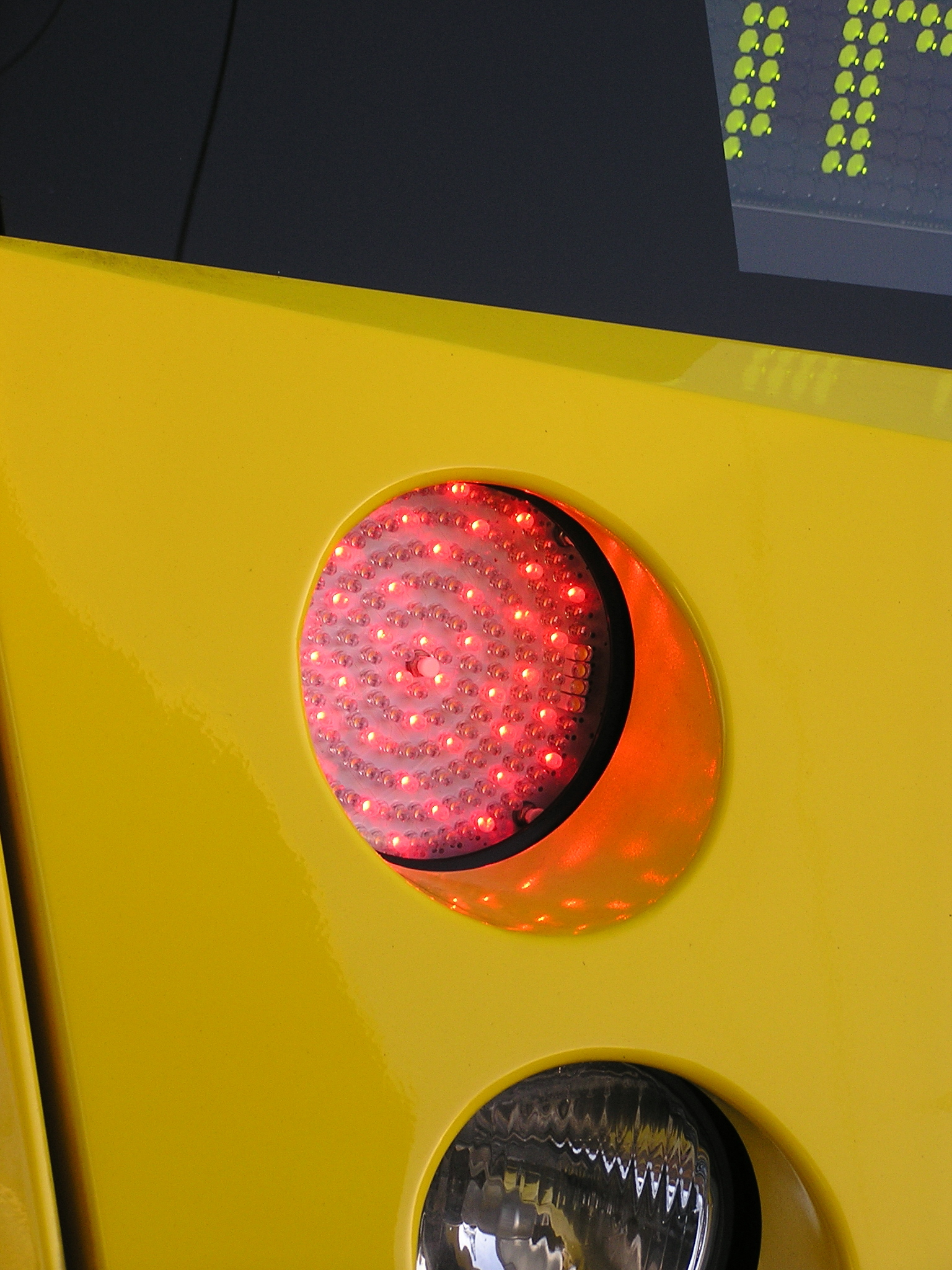
Iluminación LED

Automotor de un solo coche con una potencia de 335 kW o 390 kW y una velocidad máxima de 120 km/h, equipado con motor diésel. Las unidades ofrecen 52 asientos en la segunda clase, ocho en la primera clase, 13 asientos plegables y espacios para discapacitados. Hasta tres coches pueden funcionar juntos en forma de unidades múltiples.
Estos coches motores tipo «ferrobuses» se usan predominantemente en líneas ferroviarias no electrificadas en Renania del Norte-Westfalia, los Países Bajos y Dinamarca.

#### LINT 41
LINT 41 está compuesto por dos piezas articuladas y tiene capacidad para 120 a 150 pasajeros. Cada coche viene con dos unidades motrices de 335 o 390 kW cada uno.
Los trenes se utilizan principalmente en el norte de Alemania y Renania del Norte-Westfalia. También son muy populares en otros países europeos, por ejemplo, en Dinamarca, donde son operados por los mayores operadores no estatales Arriba y Lokalbanen A/S, y en las provincias orientales en el Países Bajos, que son operados por Syntus.
Los priméros Coradia de Italia fueron adquiridos por la empresa Ferrovia Trento-Malè Spa (FTM), también llamada FETM Ferrovia Elettrica Trento-Malè, una ferroviaria de transporte regional italiana que opera servicios para el oeste de la provincia de Trento en el norte de Italia. En estos modelos resalta la modularidad por ser eléctricos y de trocha métrica. Esta línea de 56 kilómetros, con características de los ferrocarriles de vía estrecha de Suiza, fue fundada en 1909, transporta a más de 2 millones de pasajeros y turistas anualmente.
El operador ferroviario alemán Veolia Verkehr GmbH ha realizado un pedido a Alstom de 30 trenes regionales Coradia LINT, por un valor aproximado de 70 millones de euros, que serán utilizados por la filial NordWestBahn y darán servicio a la línea Niers-Rhein-Emscher, al oeste de Alemania, en las zonas periféricas de Düsseldorf, Duisburgo y Oberhausen.
| Modelo:                   | Coradia LINT 27 | Coradia LINT 41 | Coradia LINT 58 | |                 |
| Configuración:            | 1-coche | 2-coches | 3-coches | |                 |
| Tipos motrices:           | Diesel-mecánica | Diesel-mecánica | Diesel-mecánica | Diesel-mecánica | Diesel-mecánica |
| Peso en vacío:            | 41 t | 66 t | n.d. | |                 |
| Longitud:                 | 27,260 mm | 41,810 mm | 58,166 mm | |                 |
| Anchura:                  | 2750 mm | 2750 mm | 2750 mm | 2750 mm | 2750 mm         |
| Altura piso:              | 1160 mm | 1160 mm | 1160 mm | 1160 mm | 1160 mm         |
| Altura entrada:           | 600 mm o 780 mm | 600 mm o 780 mm | 600 mm o 780 mm | 600 mm o 780 mm | 600 mm o 780 mm |
| Capacidad de asientos: ** | 70-80 | 120-150 | 180-195 | |                 |
| Velocidad máxima:         | 120 km/h | 120 km/h | 120 km/h | 120 km/h | 120 km/h        |
| Poder de tracción:        | 1 x 335 kW o 390 kW | 2 x 335 kW o 390 kW | 2 x 335 kW o 390 kW | |                 |
| Ejes motorizados:         | 2 de 4 | 4 de 6 | 4 de 8 | |                 |
| Costo aprox. p.u.:        | n.d. | €2.3– €2.7 millones | n.d. | |                 |
| Notas:                    | *Los datos técnicos de las series individuales pueden diferir de esta información técnica. La información está basada en hojas de datos de los modelos facilitada por el fabricante. ** Max. pasajeros de pie aprox. + 100% | *Los datos técnicos de las series individuales pueden diferir de esta información técnica. La información está basada en hojas de datos de los modelos facilitada por el fabricante. ** Max. pasajeros de pie aprox. + 100% | *Los datos técnicos de las series individuales pueden diferir de esta información técnica. La información está basada en hojas de datos de los modelos facilitada por el fabricante. ** Max. pasajeros de pie aprox. + 100% | *Los datos técnicos de las series individuales pueden diferir de esta información técnica. La información está basada en hojas de datos de los modelos facilitada por el fabricante. ** Max. pasajeros de pie aprox. + 100% |                 |

### Meridian, el Coradia italiano
Alstom respondió en Italia con un estilizado Coradia diseñado por el famoso diseñador de automóviles italiano Giorgetto Giugiaro. Los trenes Coradia Meridian se producen en las fábricas de Alstom en Savigliano y Colleferro, Italia, y Salzgitter, Alemania. Trenitalia, una filial al 100% de propiedad estatal del grupo ferroviario «Ferrovie dello Stato», ordenó 200 trenes regionales Alstom Coradia como parte de un programa de inversión que se verá a nivel regional para adquirir en una serie de años. Bautizado «Minuetto» por el cliente, los trenes en versiones diésel y eléctrica de unidad múltiple de 3 módulos articulados están basados en el Coradia Lint.
El tren mide 51,9 m de largo y 2.950 mm de ancho y puede transportar hasta 170 pasajeros, de los cuales 24 en 1ª clase, con 122 en 2ª más 23 asientos plegables y espacios para discapacitados. Los trenes de tracción eléctrica pueden alcanzar una velocidad máxima de 160 km/h, y los trenes de tracción diésel los 130 km/h.La aceleración es de 0 a 120 km/h en 52 s, 1 km y cada 30 s.

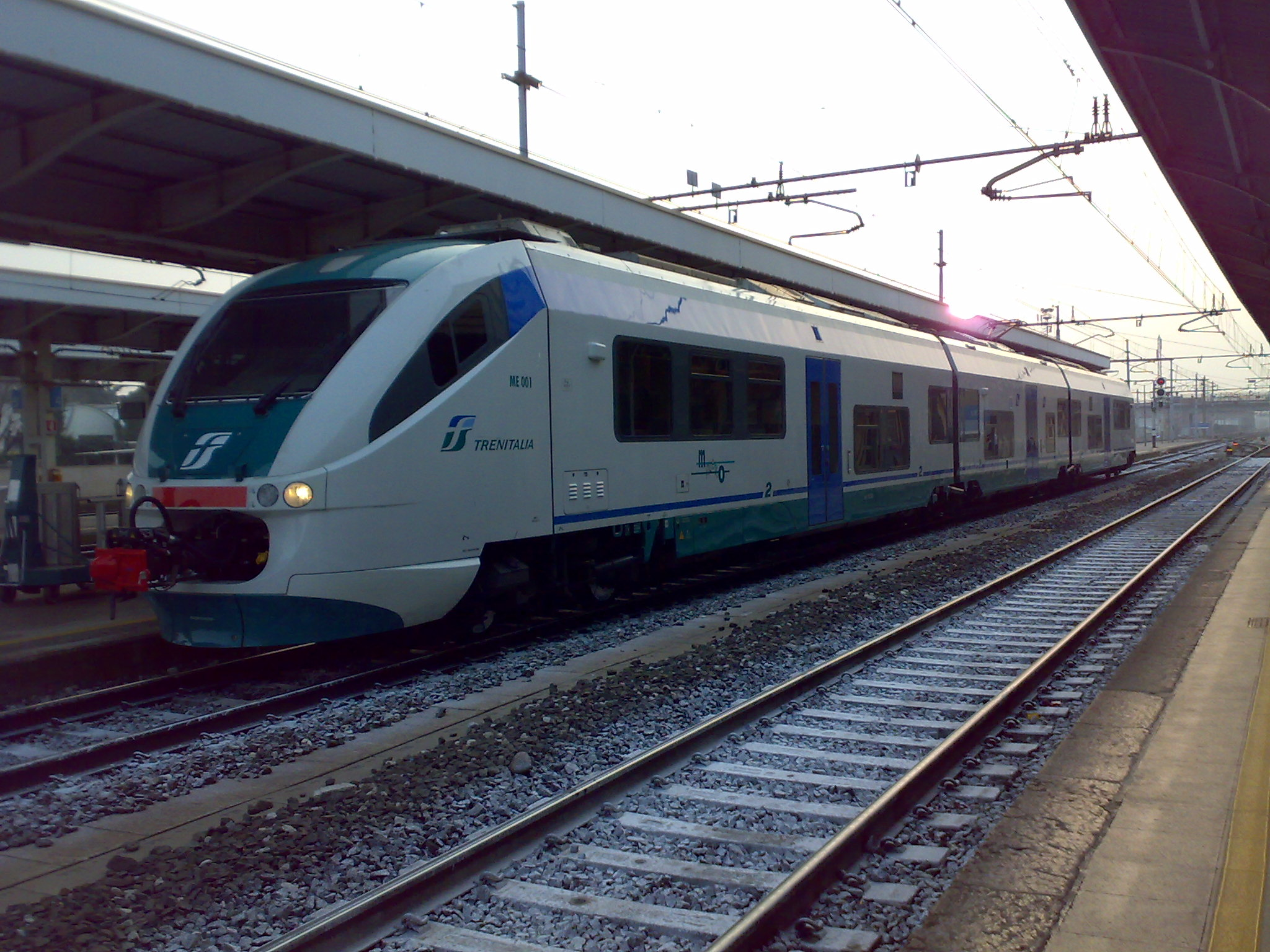
Estacionado en Castelfranco Véneto
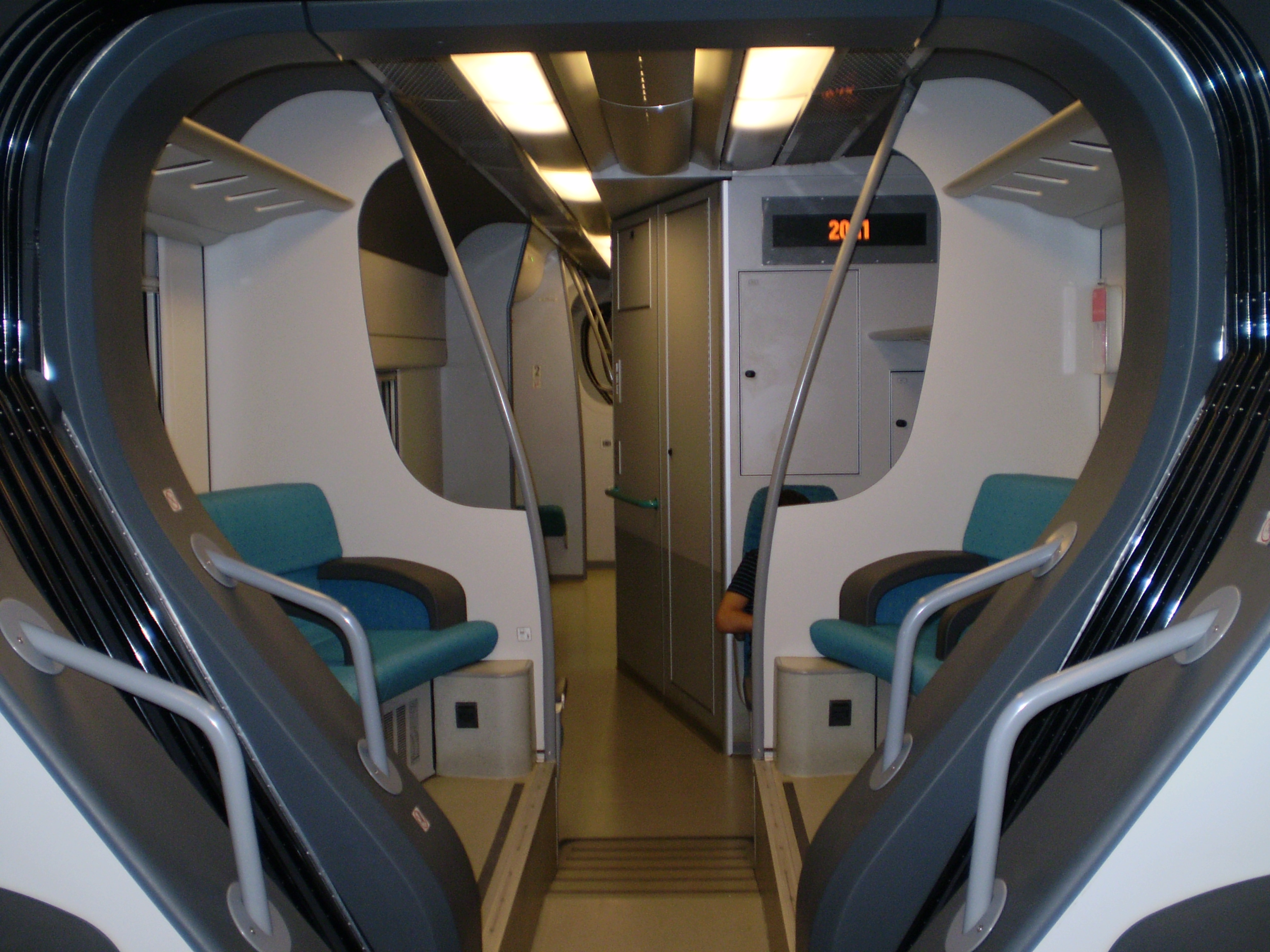
Interior del Meridian
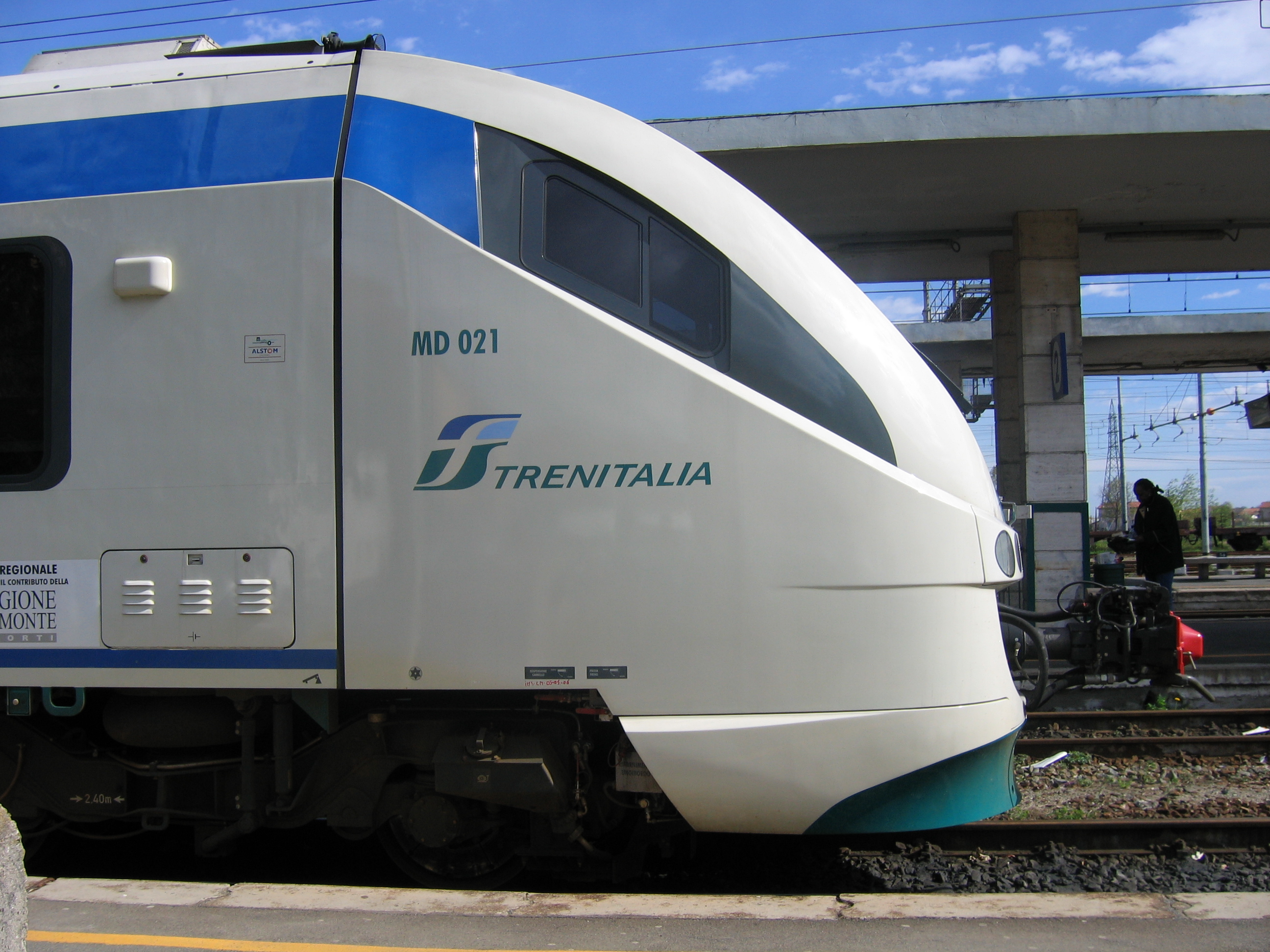
Diseñado por Giorgetto Giugiaro

### Alstom Coradia Continental/Nordic
Los Alstom Coradia Continental/Nordic fueron diseñados y se fabrican en la factoría alemana de Alstom situada en la localidad de Salzgitter, los Coradia Continental y el Nordic son versiones adaptadas a las duras condiciones climáticas de Escandinavia. Son unidades eléctricas de cuatro coches, con sistemas de tracción Onix, fabricados en la factoría francesa de Tarbes. Los trenes eléctricos múltiple-unidad de tres unidades pueden llevar a 145 pasajeros sentados. Con una velocidad por encima de 160 km/h. Los trenes de Alstom Coradia Continental y Nordic pertenecen a la familia vehículos totalmente de piso bajo de los trenes Alstom Coradia LIREX.
La compañía sueca de material rodante AB Transitio ha contratado con Alstom, por importe de 148 millones de euros, el suministro de veintitrés trenes regionales Coradia Nordic que serán explotadas en el norte del país por la autoridad del transporte público Norrtag y por Västtrafik AB en la región de Västra Götaland en el suroeste.

### Alstom Coradia LIREX
El Alstom Coradia Lirex (X60) fue lanzado en el mercado en el 2002 y fabricado por Alstom en el centro de producción de Alstom en Salzgitter (Alemania). LIREX es el acrónimo en alemán de Leichter, innovativer Regionalexpress (vehículo expreso regional ligero innovador). El LIREX es un innovador vehículo de prueba de conceptos y componentes, y ha sido desarrollado por Alstom, junto con Deutsche Bahn y promovido por el estado federado de Sajonia-Anhalt. Además de muchas otras innovaciones, es distintivo el hecho de que todos los principales componentes del sistema de tracción están situados en el techo del vehículo para proporcionar un piso bajo continuo que facilita el acceso y la circulación de los pasajeros.
El operador ferroviario alemán «DB Regio AG» ha realizado un pedido a Alstom de 37 trenes regionales del tipo Coradia LIREX por valor de 160 millones de euros. Este pedido incluye una opción de hasta 42 trenes suplementarios.
Alstom Coradia LIREX son los trenes vertebrados más largos del mundo, según el grupo francés, con 107 metros de largo, capacidad para más de 900 pasajeros, una velocidad de 160 km/h y una aceleración de 0 a 100 km/h en 30 segundos.

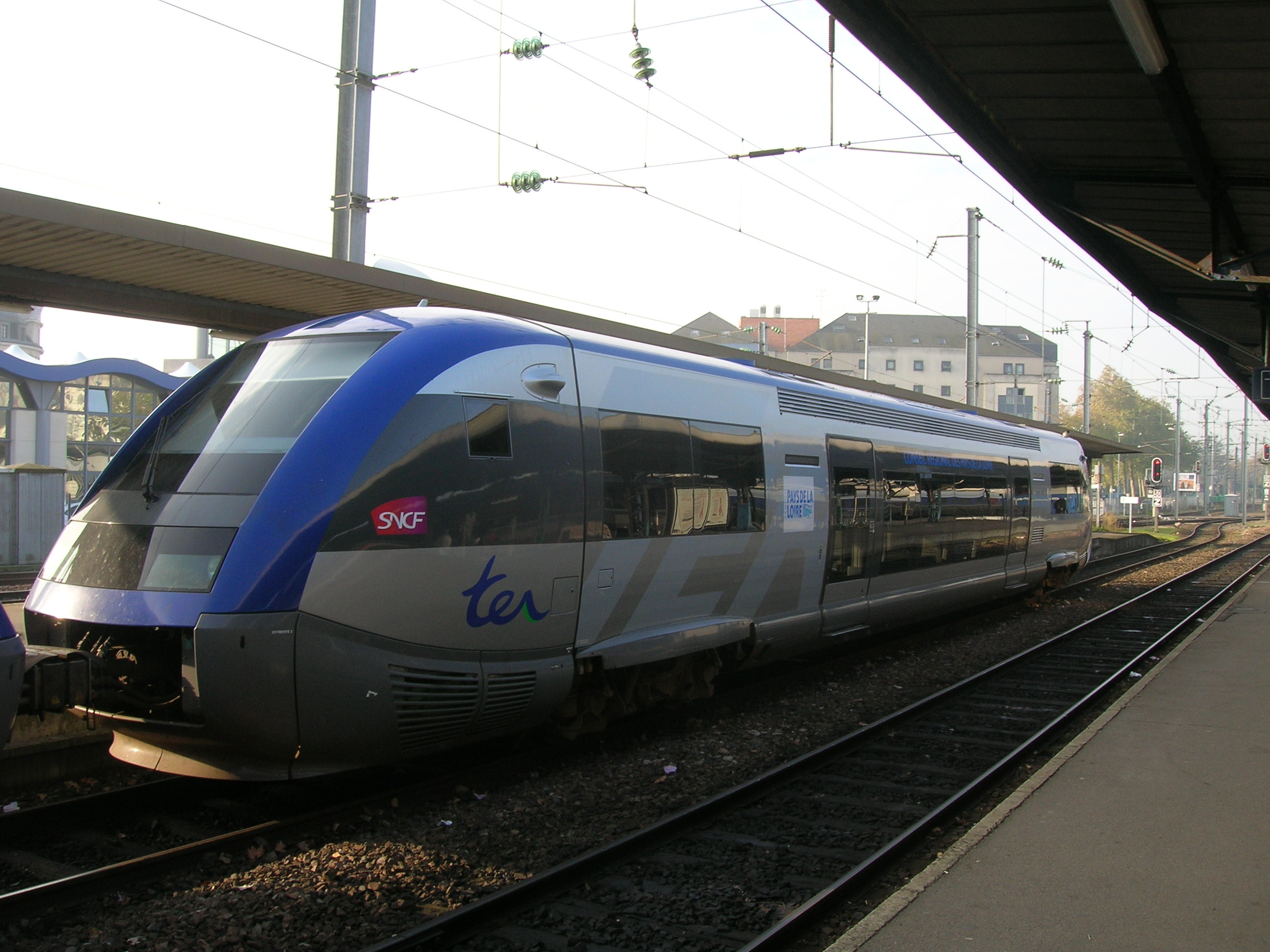
Alstom Coradia A-TER
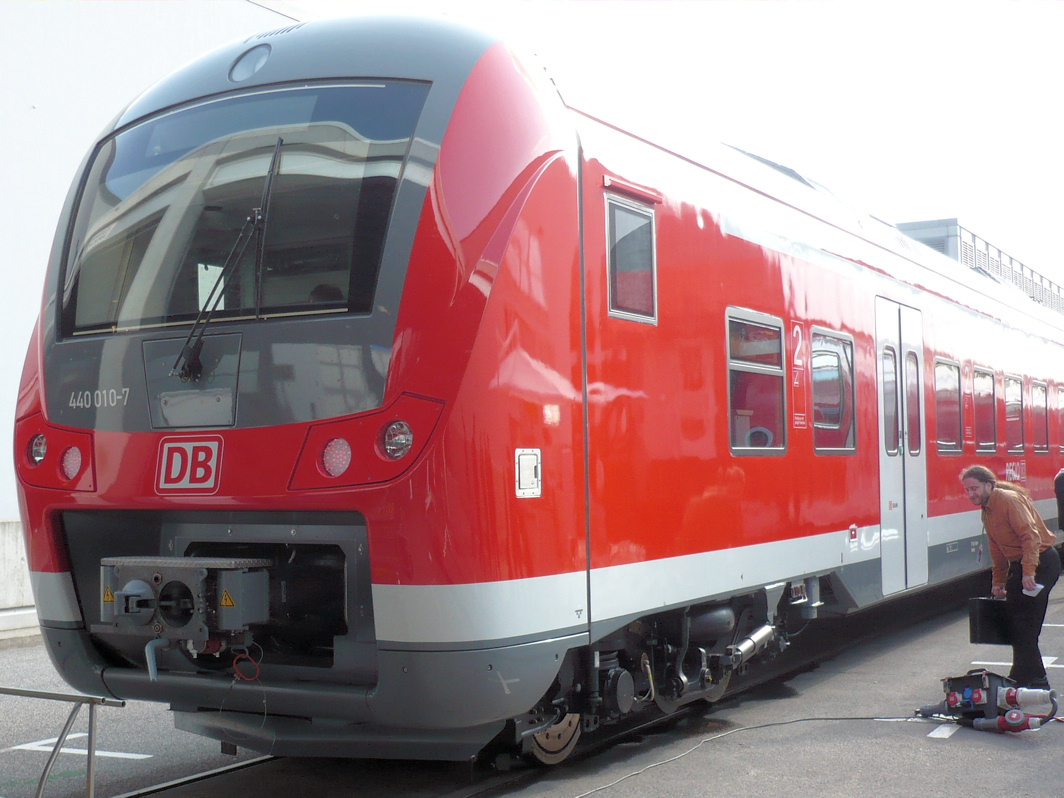
Alstom Coradia Continental
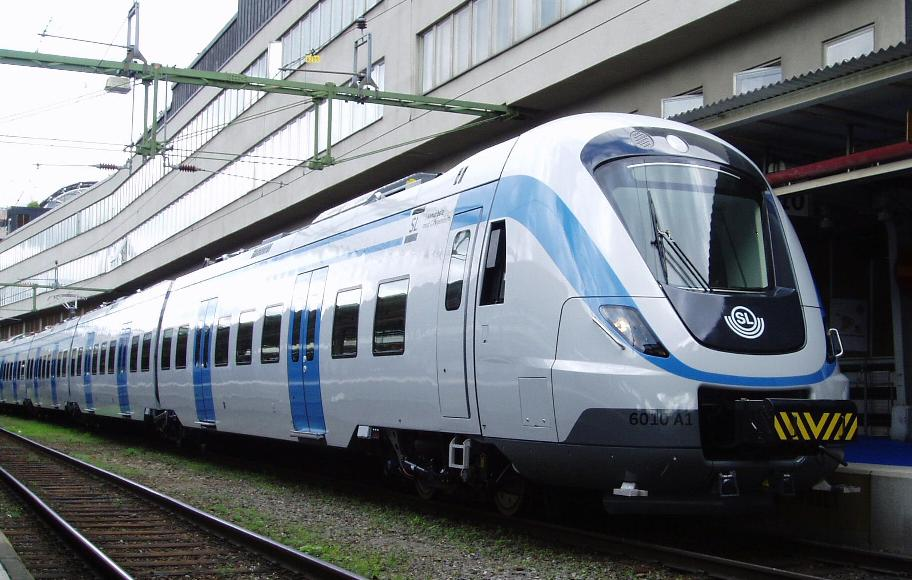
Alstom Coradia Nordic
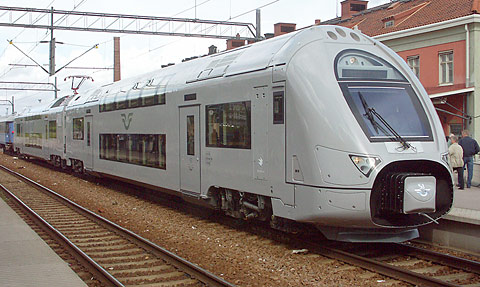
Alstom Coradia Duplex